# Droga wojewódzka nr 309
Droga wojewódzka nr 309 (DW309) – droga wojewódzka klasy G w województwie wielkopolskim łącząca Sierakowo koło Rawicza z węzłem Śmigiel Południe na drodze ekspresowej S5. Jej obecny przebieg wytyczono po dawnym śladzie drogi krajowej nr 5. Na podstawie Zarządzenia nr 15 Generalnego Dyrektora Dróg Krajowych i Autostrad z dnia 15 grudnia 2021 r., droga oficjalnie wydłużona została od węzła nr 44 (węzeł "Lipno") do węzła nr 43 (węzeł "Śmigiel Południe") na drodze ekspresowej S5.

## Dawny przebieg
W 2017 roku dokonano zmiany przebiegu trasy – wcześniej łączyła Przyłęki z Jędrzejewem (powiat czarnkowsko-trzcianecki), który od tego samego roku oznaczony jest jako droga wojewódzka nr 117.

## Miejscowości przy trasie
- Sierakowo
- Izbice
- Dąbrówka
- Golina Wielka
- Bojanowo
- Rojęczyn
- Kaczkowo
- Rydzyna
- Leszno
- Karolewko
- Lipno
- Śmigiel

### Stary przebieg
- Przyłęki
- Biernatowo
- Średnica
- Jędrzejewo